# 마지카 파티
마지카 파티(일본어: マジカパーティ, MAZICA PARTY)는 타카라 토미와 덴츠가 원작한 트레이딩 카드 게임이다. 2021년 4월 4일부터 2022년 3월 27일까지 TV 오사카, TV 도쿄 계열에서 방영되었다.
대한민국에서는 2022년 5월 27일부터 매지컬 파티란 국내판 타이틀로 2023년 3월 29일까지 투니버스에서 방영되었다.